# Creste
Creste är en kommun i departementet Puy-de-Dôme i regionen Auvergne-Rhône-Alpes i centrala Frankrike. Kommunen ligger i kantonen Champeix som tillhör arrondissementet Issoire. År 2015 hade Creste 52 invånare.

## Befolkningsutveckling
Antalet invånare i kommunen Creste
| Referens: INSEE |